# Vroncourt-la-Côte
Vroncourt-la-Côte is een gemeente in het Franse departement Haute-Marne (regio Grand Est) en telt 22 inwoners (2009). De plaats maakt deel uit van het arrondissement Chaumont.

## Geografie
De oppervlakte van Vroncourt-la-Côte bedraagt 4,1 km², de bevolkingsdichtheid is dus 5,4 inwoners per km².
De onderstaande kaart toont de ligging van Vroncourt-la-Côte met de belangrijkste infrastructuur en aangrenzende gemeenten.

## Demografie
Onderstaande figuur toont het verloop van het inwonertal (bron: INSEE-tellingen).

## Geschiedenis
Vroncourt-la-Côte is de geboorteplaats van de Franse feministe Louise Michel